# Dryopidae
Die Dryopidae, deutsch (gemeinsam mit den nahe verwandten Elmidae) oft als Hakenkäfer oder Klauenkäfer bezeichnet, sind eine Familie der Käfer. Die Arten leben teilweise in Gewässern, teilweise in feuchten Lebensräumen und in Uferzonen („riparisch“) an Land. Die Familie umfasst knapp 250 Arten, in Mitteleuropa 13 Arten in zwei Gattungen.

## Merkmale
Dryopidae sind zwischen gut einem und knapp zehn Millimeter lange, hart sklerotisierte und in der Regel schwarz oder dunkelbraun gefärbte Käfer. Selten weisen die Flügeldecken metallisch glänzende Blau- oder Grüntöne oder rote Flecken auf, meist sind die Körperanhänge (Beine, Antennen, Mundwerkzeuge) etwas aufgehellt, oft rotbraun oder rötlich. Der Körper ist oft fast unbehaart oder wenig auffällig behaart, kann aber bei einigen Gattungen eine dichte und steife Behaarung aus kurzen aufrechten Haaren tragen. Die Bauchseite trägt bei den im Wasser lebenden Vertretern eine extrem dichte und sehr kurze, mit bloßem Auge nicht sichtbare Behaarung, die einen Luftfilm festhält, der zur Atmung unter Wasser dient (Plastronatmung). Der Körperumriss ist meist kompakt, mehr oder weniger abgeflacht oval, der Kopf teilweise in das Pronotum eingezogen, die Mundwerkzeuge zeigen nach unten (hypognath).
Typisch für die Familie und wichtigstes Unterscheidungsmerkmal zu den Elmidae ist der Bau der Fühler. Diese sind meist sehr kurz und bestehen aus einem relativ kleinen Grundglied, einem sehr großen, meist asymmetrisch einseitig erweiterten zweiten Glied und einer relativ kurzen, einseitig gesägten Fühlerkeule aus neun bis elf Gliedern, deren Länge die des zweiten Glieds kaum überschreitet. Abwandlungen dieser Grundform kommen bei einigen Gattungen vor. So ist die Antenne von Ceradryops nur dreigliedrig, die von Uenodryops sechsgliedrig. Bei Holcodryops ist statt des zweiten das erste Segment erweitert. Meist weist der Kopf unterhalb der Antennen Gruben auf, in die diese eingelegt werden können.
Der Halsschild weist oft Längsfurchen oder Längskiele auf, manchmal auch die Flügeldecken. Die Flügeldecken reichen bis zum Hinterleibsende, sie sind meist gemeinsam nach hinten etwas spitz ausgezogen. Auf ihrer Oberseite sind in der Regel Punktstreifen ausgebildet, manchmal in Furchen. Die meisten Arten haben voll ausgebildete Hinterflügel und sind gut flugfähig, eine Reihe von nicht flugfähigen Arten mit verkürzten Flügeln kommen vor. Die meist kräftigen Beine besitzen fünfgliedrige Tarsen, deren letztes Glied keulenförmig vergrößert und größer als die ersten vier zusammengenommen ist. An diesem sitzt ein Paar spitzer, langer Klauen. Die Coxen (Hüften) der Hinterbeine können unter plattige Vorsprünge (Schenkeldecken) eingelegt werden. Die Schenkel (Femora) sind in der Regel ausgehöhlt, so dass die Schienen in diese Vertiefung eingelegt werden können. Der Hinterleib weist auf der Bauchseite fünf sichtbare Sternite auf, von denen die ersten vier dicht aneinander gerückt und ohne Gelenkmembran miteinander verbunden sind.
Charakteristisch ist der Bau der weiblichen Genitalien. Diese sind zu einem zweiteiligen, stark verlängerten, oft spießförmigen Anhang umgestaltet, der vermutlich als Legestachel zur Eiablage in Uferschlamm oder Pflanzengewebe dient. Dieser kann im ausgefahrenen Zustand die Länge des Hinterleibs erreichen.

## Larven
Die Larven der Dryopidae sind mehr oder weniger langgestreckt walzenförmig mit rundem Körperumriss und relativ kurzen Beinen. Sie sind hart sklerotisiert und rötlich, manchmal auch gelb bis braun, gefärbt, oft mit dunklen Ringen oder dunkler Zeichnung. Ihre Länge beträgt etwa 7 bis 12 Millimeter. Der Kopf ist teilweise in den Rumpf zurückgezogen, die Mundwerkzeuge weisen nach vorn (prognath). An den Kopfseiten sitzen in der Regel sechs knopfförmige Larvenaugen (Stemmata), die auch fehlen können. Der Hinterleib besteht aus neun Segmenten, deren hintere ringförmig verschmolzen sind. Am neunten Segment sitzt an der Bauchseite ein Deckel (Operculum) mit zwei hakenförmigen Anhängen (Gliedmaßenrudimenten). Im Gegensatz zu den Elmidae besitzen die Larven der Dryopidae keine Kiemen, sie sind luftatmend mit offenen Stigmen.

## Puppen
Puppen der Dryopidae sind nur von wenigen Arten bekannt. Diese sind langgestreckt, stark behaart und weißlich gefärbt mit relativ weicher Kutikula. Bei den meisten Gattungen ist das Hinterende zu einem Dorn oder Faden ausgezogen. Bemerkenswert sind dunkle und stark sklerotisierte, klammerartige Fortsätze auf der Rückenseite, die als „gin traps“ (engl.: Fangeisen) bezeichnet werden, diese sind durch Muskeln beweglich. Sie dienen möglicherweise zur Verteidigung, wahrscheinlicher aber zum Festklammern in der Puppenkammer.

## Lebensweise
Die Dryopidae leben als Imagines entweder im Wasser oder in feuchten Lebensräumen an Land, in der Regel in der Uferzone von Gewässern. Die Larven sind in allen Fällen landlebend (terrestrisch). Besiedelt werden sowohl stehende wie auch fließende Gewässer, darunter oft auch sehr kleine mit temporärer Wasserführung. Im Gegensatz zu den Elmidae sind die Käfer aber meist strömungsmeidend und bevorzugen in Fließgewässern ruhige Buchten und die Uferzone. Einige Gattungen, z. B. Helichus können aber auch in schnell strömenden Bereichen auftreten. Viele Arten der Uferzone leben zeitweise untergetaucht im Gewässer, teilweise an Land und wechseln zeitlebens zwischen diesen Habitaten hin und her.
Der Lebenszyklus und die Biologie der meisten Arten sind schlecht erforscht. Zumindest einige Arten benötigen für die Larvalentwicklung mehrere Jahre. Sowohl die Käfer als auch ihre Larven ernähren sich, soweit bekannt, von weichen Pflanzenrückständen (Detritus) und Algen.

## Systematik
Die Dryopidae gehören mit einer Reihe verwandter, allesamt im Wasser oder in sehr feuchten Habitaten lebenden Familien in eine Verwandtschaftsgruppe innerhalb der Überfamilie Byrrhoidea. Die Gruppe wurde auch als eigene Überfamilie Dryopoidea aufgefasst. Die Phylogenie dieser Gruppe ist noch ungeklärt. Nächst verwandt und mögliche Schwestergruppe könnte nach der Anatomie, vor allem der Larven, die Familie Limnichidae sein.